# Theodore F. Twardzik
Theodore F. Twardzik (ur. 7 września 1927 w Shenandoah, zm. 10 listopada 2016 w Pottsville) – amerykański przedsiębiorca, popularyzator pierogów w Stanach Zjednoczonych.

## Życiorys
Urodzony 7 września 1927 r. w Shenandoah, szóste i najmłodsze dziecko Franka Twardzika i jego żony Mary Binek. Po ukończeniu Mahanoy Township High School w 1945 roku wstąpił na University of Notre Dame, ale przerwał studia, by od marca 1946 do września 1947 r. służyć w kawalerii zmotoryzowanej. Studia w dziedzinie rachunkowości ukończył z wyróżnieniem w 1951 r. Początkowo pracował w prestiżowej nowojorskiej firmie Arthura Andersena, który świadczyła usługi księgowe, ale dość szybko odszedł, by w 1952 r. zająć się sprzedażą pierogów produkowanych według przepisów swojej matki.
Gdy Twardzik był dzieckiem, jego matka sprzedawała domowe pierogi pod miejscowym kościołem w rodzinnej Pensylwanii. Nieznane w USA wyroby cieszyły się sporą popularnością wśród miejscowej ludności. W latach 1950. Twardzik postanowił założyć firmę produkującą pierogi według jej przepisów i nazwać ją Mrs. T’s Pierogies. Początkowo produkcja odbywała się w kuchni rodzinnego domu, a wykonywało ją pięć pracownic, zaś sam Twardzik rozwoził je do okolicznych sklepów. Dość szybko przeniósł jednak produkcję do przystosowanego lokalu, w którym mieści się ona do dziś. Z czasem firma rozrastała się, stając się największym pracodawcą w Shenandoah. Jej wyroby były pierwszymi mrożonymi pierogami dostępnymi w amerykańskich supermarketach.
Na początku XXI w. Mrs T's Pierogies zatrudniało 240 osób, obsługując sieci handlowe na całym wschodnim wybrzeżu USA i będąc jednym z większych producentów mrożonej żywności w USA.
W 2000 r. był współzałożycielem Lee’s Oriental Gourmet Foods z siedzibą w Shenandoah. Od 2004 r. mieszkał w Siesta Key na Florydzie.
Żonaty z Jean Roberts, para miała trzech synów: Toma, Teda Jr. i Tima.